# مشيرة خطاب
مشيرة الخطاب وزيرة الدولة للأسرة والسكان السابقة بدولة مصر وهي ثانى سيدة تتولى منصب وزير الدولة لشئون الخارجية كما انها مرشحة مصر لمنصب الامين العام لمنظمة اليونيسكو التابعة لأمم المتحدة خريجة كلية سياسة واقتصاد عام 1967 حيث تخرجت بمرتبة شرف. وعملت كسفيرة لمصر في عدة دول وعملت على توثيق علاقة مصر بتلك الدول. مشيرة خطاب، وزيرة مصرية سابقة وسفيرة سابقة، شغلت منصب وزارة الدولة للأسرة والسكان في وزارتي أحمد نظيف وأحمد شفيق، كما شغلت منصب سفير مصر في تشيكوسلوفاكيا وجنوب أفريقيا، حصلت مشيرة خطاب على بكالوريوس الاقتصاد والعلوم السياسية من جامعة القاهرة عام 1967، وفي عام 2016 رشحتها مصر لشغل منصب الأمين العام لمنظمة اليونسكو.

## مناصب تقلدتها
1. نجحت في اجتياز المسابقة السنوية لاختيار أصلح العناصر للعمل الدبلوماسي وكان هذا مدخلها للعمل في وزارة الخارجية المصرية في عام 1968
2. ذهبت إلى تشيكوسلوفاكيا لتكون سفيرة مصر هناك بين 1990 و1995.
3. أول سفيرة لمصر لدى جنوب أفريقيا ما بين 1995 و1999.(وكانت سبب في تقوية علاقة مصر بدول جنوب افريقا وخاصة دولة جنوب افريقيا من خلال الحوار ومحاولة تحقيق مصالح ناجحة لطرفين والتركيز على منافع علاقة كلاً بالاخر)
4. بعد ان عينت في منصب مساعد وزير الخارجية المصري لمدة عام، تولت منصب الأمين العام للمجلس القومي للأمومة والطفولة والمختص بتنظيم واعداد وتخطيط العمل الوطني من اجل الأطفال والأمهات بصفة رسمية (1999-2009) ثم منصب رئيس لجنة برامج الطفل بمجلس اتحاد الإذاعة والتلفزيون.
5. ساهمت بطريقة فعالة في سحب تحفظات مصر على اتفاقية حقوق الطفل عام 2003 رغم حساسية القضية بسبب التعلل بمخالفة المواد موضع التحفظ للشريعة الإسلامية خلال عملها كنائبة رئيس إحدى لجان الأمم المتحدة لحقوق الإنسان بجنيف.
6. اختيرت كثالث اعظم ناشطة حقوق انسان في الشرق الأوسط وشمال افريقيا ضمن 5 اخريات في ديسمبر 2013
7. منذ عام 2011خبيرة وانضمت مشيرة خطاب إلى برنامج ” المرأة في الخدمة العامة” الذي أسسته وزيرة الخارجية الأمريكية كعضو هيئة تدريس ومنتور بها. وهي منظمة تهدف إلى تمكين النساء الناجات والقائدات حول العالم.

## التعليم
نالت درجة الدكتوراه من جامعة القاهرة، كلية الاقتصاد والعلوم السياسية – قسم العلوم السياسية في القانون الدولي الإنساني.
من جامعة نورث كارولينا بالولايات المتحدة الأمريكية نالت الماجستير في العلاقات الدولية
” قرار الجمعية العامة للأمم المتحدة الاتحاد من اجل السلام-دراسة تحليلية”. درجة البكالوريوس مع مرتبة الشرف من جامعة القاهرة – كلية الاقتصاد والعلوم السياسية – قسم العلوم السياسية. – مصر.

## الأوسمة
وسام فارس الصليب الأعظم من رئيس الجمهورية الإيطالية 2010.
وسام كومنداتورى الجمهورية من رئيس الجمهورية الإيطالية 2007.
وسام الرجاء الصالح من رئيس جمهورية جنوب إفريقيا 1999

## المهام التي تضطلع بها
- أستاذ زائر في حقوق الإنسان وقضايا النوع – جامعة بيروجيا للأجانب – إيطاليا (منذ 2011 وحتى الآن).
- أكاديمي زائر في مجال السياسات العامة بمركز ودروو ولسون الدولي للدارسين Woodrow Wilson International Center for scholars-Washington DC -واشنطن بالولايات المتحدة الأمريكية (2012)
- أستاذ زائر ومحاضر عن السياسة الخارجية المصرية والعلاقات الدولية وحقوق الإنسان وقضايا النوع – جامعة مصر للتكنولوجيا والعلوم (2011).
- عضو مجلس قسم العلوم السياسية بكلية الاقتصاد والعلوم السياسية بجامعة بنى سويف.
- تم انتخابها من الجمعية العامة للأمم المتحدة بترشيح من الحكومة المصرية كخبيرة في لجنة حقوق الطفل بجنيف وهي إحدى لجان الأمم المتحدة لحقوق الإنسان (2002-2010) حيث شغلت منصب المقرر ثم نائب الرئيس.
- رئيسة اللجنة الحكومية المؤقتة للخبراء والمكلفة بوضع دليل عدالة الأطفال الضحايا والشهود على الجريمة UN Guidelines on Justice Matters for Children Witnesses and Victims of Crimes. والتي صدر بها قرار المجلس الاقتصادي والاجتماعي للأمم المتحدة (ECOSOC resolution 2005/20 of 22 July 2005) وقد لعبت دورا مشهودا له في التوصل إلى توافق في الآراء بشأن الوثيقة.
- نائب رئيس المكتب الدولي لحقوق الطفل-مونتريال كندا-(2005 – 2011).
- عضو مجلس القيادات النسائية لمكافحة الإتجار في البشر بما في ذلك الأطفال-UNGIFT مكتب الأمم المتحدة لمنع الجريمة والمخدرات-فيينا 2008.
- نائب رئيس مؤسسة أفلاطون الدولية للتعليم المالي والاجتماعي للأطفال-أمستردام – 2008 -2011).
- عضو مجلس إدارة ونائب رئيس المنظمة الدولية لخطوط نجدة الأطفال أمستردام – هولندا (2003 – 2009).
- عضو اللجنة المنظمة للمؤتمر العالمي السادس لمنظمة الصحة العالمية من أجل تعزيز الصحة في تايلاند –
- عضو مجلس أمناء اتحاد الإذاعة والتليفزيون، ورئيسة لجنة الأسرة والطفل (2000 – 2009) –مصر.
- عضو مجلس إدارة الاتحاد المصري للجمعيات الأهلية.
- عضو المجلس الأعلى للتعليم قبل الجامعي -مصر.
- عضو مجلس إدارة مرفق تنظيم الكهرباء والطاقة ممثلة للمستهلك (2002 – 2009).
- عضو مجلس إدارة مؤسسة فودافون للتنمية الاجتماعية – (2002 – 2009) – مصر.
- عضو مجلس إدارة جمعية الموظفين الدوليين (افيكس) 2014 مصر.
- عضو جمعية أصدقاء متحف المنيل بالاس
- عضو جمعية أصدقاء الاوبرا المصرية.
- عضو في اندية الروتاري الدولية.[7]

أعلن المهندس شريف إسماعيل رئيس الوزراء خلال شهر يوليو 2016 بأن مصر ترشح الدكتورة مشيرة خطاب لمنصب مدير عام اليونيسكو وهذا خلال مؤتمر «مصر واليونسكو والقضايا الثقافية» الذي أقيم في المتحف المصري. حظيت الدكتورة مشيرة بدعم وموافقة العديد من الهيئات والشخصيات البارزة على رأسهم حصول مصر على موافقة أفريقيا خلال مؤتمر القمة الأفريقية في عاصمة رواندا، فأصبحت مرشحة القارة الأفريقية الرسمية وذات جنسية مصرية مما يرفع من فرص نجاحها بشكل ملحوظ ويعتبر هذا الترشبح الثانى لمصر حيث سبق أن رشحت وزير الثقافة الاسبق فاروق حسني في 2009 وكما صرح رئيس الوزراء ان قبل ترشيحها تم عرض المقترح على عديد من الدول وقال معلقا على ردود الفعل: «إيجابية للغاية في ضوء التاريخ الدبلوماسي والميداني الحافل للمرشحة المصرية واتساق خبراتها مع مجالات عمل منظمة اليونسكو.» كما انها حظيت بدعم المجلس القومى للمرأة.

## حيثيات الترشح
بعض الناس يربطون بين ترشح مشيرة وما يسمى عالميا بظاهرة (نساء يحكمن العالم) وهو عبارة عن ميل عام من العديد من الدول لترشيح النساء لمناصب قيادية اقليمية وعالمية ولقد تناولت الدراسة التي قام بها خبراء برنامج الدراسات المصرية بالمركز الإقليمى للدراسات الاستراتيجية بالقاهرة الربط بين ترشيح السفيرة مشيرة خطاب لخوض انتخابات اليونسكو وهذا الاتجاه السائد والذي يمكن ملاحظته في ترشح هيلاري كلينتون لرئاسة الولايات المتحدة أو فيدريكا موجيريني) الممثلة العليا للاتحاد الأوروبى للشئون الخارجية والسياسة الأمنية والعديد من الشخصيات البارزة الأخرى. وهذا ما أوضحه أيضا الوزير حلمى النمنم وزير الثقافة «فكرة أن تتقدم مصر بمرشح لليونسكو تعود إلى نحو عام ونصف العام وكانت هناك مجموعة من الأسماء المطروحة حتى تم الاستقرار على السفيرة مشيرة خطاب، فقد كان هناك اتجاه لتقديم وجه نسائى كنموذج للمرأة المصرية، وجاء اختيار «خطاب» موفقا للغاية...» فعقب تخرجها بمرتبة الشرف تدرجت في السلك وعلى المستوى المحلى يرى البعض ان ترشيح مشيرة انعكاس على الدستور المصري الجديد دستور 2014 الذي تناول مواد تُمكن المرأة وتعطيها حقوق أكثر.

## مقوماتها للمنصب
ملائمتها للمنصب تاتى من خبراتها السابقة والعديدة في المجالات الأكثر استهدافاً من اليونيسكو مثل التعليم وحقوق الإنسان ومكافحة التمييز ومنع الاتجار بالبشر. وتلك المجالات سبق ان عملت بها الدكتورة وتناولتها مثلا في قضية الاتجار بالبشر فهى كانت ضد سماسرة زواج القاصرات من أجانب، بالإضافة إلى الخبرات المهنية التي سمحت لها يالتدرجها في المناصب في وزارة الخارجية المصرية لتصل لمنصب وزيرة الإسكان.

## الصعاب في طريق اليونيسكو
1. تفتت الأصوات العربية حيث رشحت قطر وزيرها للثقافة السابق مستشار الأمير الحالي للشئون الثقافية، حمد الكواري لمنصب المدير العام لليونيسكو، وبهذا يجب ان يتسابق المشرحان العربيان للحصول على دعم الدول العربية السبعة التي لها حق التصويت في الانتخابات، وهي مصر والمغرب والسودان وقطر ولبنان وسلطنة عمان والجزائر وهذا ما قد يؤثر بالسلب ليس فقط على فرصة نجاح مشيرة ولكن ايضاً على فوز مرشح عربى بالمنصب
2. الفكر السائد والمعارض لفوز مرشح عربى من قبل الغرب حيث لم ينجح اى مرشح عربى قط منذ تأسيسها عام 1945ان ينتخب ليكون المدير العام لليونيسكو ولهذا يجب ان يتفق العرب على مرشح واحد مما يزيد من فرصتهم.[14][15]

## وصلات خارجية
اعلان مشيرة خطاب مرشحة لمنصب مدير عام منظمة اليونسكو
مساء القاهرة ينفرد باول حوار مع السفيرة مشيرة خطاب بعد ترشيحها لمنصب مدير عام اليونسكو
s)